# Lindenstraße

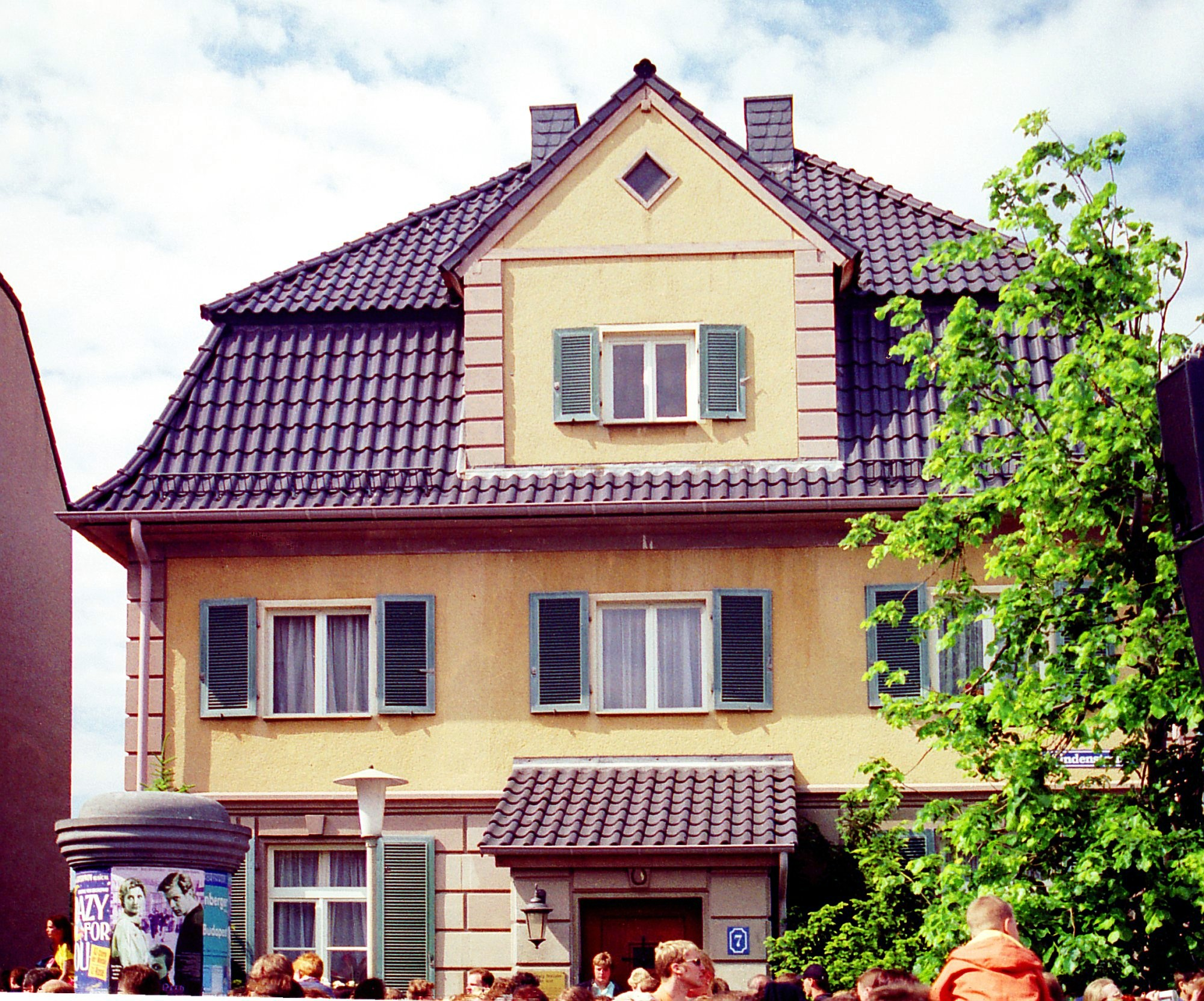
Lindenstraße (Vila Dressler)

Lindenstraße é uma drama serie série de televisão alemã produzida pela estação de televisão pública Westdeutscher Rundfunk (WDR) e a empresa Geißendörfer Film- und Fernsehproduktion GmbH do produtor e inventor da série Hans W. Geißendörfer, sendo exibida no canal Das Erste da ARD. 
O primeiro episódio correu em 8 de Dezembro de 1985 e a partir dessa data, a série foi emitida semanalmente (sempre aos Domingos às 18:50 h). O milésimo episódio foi exibido em 30 de janeiro de 2005.
Lindenstraße tornou-se rapidamente uma das séries de televisão mais bem-sucedidas da Alemanha, o que se deve principalmente ao facto de a série interpretar a vida diária de gente comum e dos seus problemas. Além disso, a produção tenta desde o início, relatar assuntos actuais da sociedade alemã, como por exemplo a reunificação da Alemanha, as guerras da Ex-Iugoslávia e do Iraque, racismo, cancro, AIDS, o casamento gay, entre muitos outros. 
Local de acção é a cidade de Munique, mas as gravações ocorrem nos studios da WDR em Colónia-Bocklemünd.

## Ator/Atriz, Personagem, Ano
- Andrea Spatzek:	Gabriele „Gabi” Zenker 	1985–2020
- Joachim Hermann Luger:	 	Hans Beimer 	1985–2018
- Marie-Luise Marjan:	 	Helga Beimer 	1985–2020
- Moritz A. Sachs:	 	Klaus Beimer 	1985–2020
- Christian Kahrmann:	 	Benjamin „Benny” Beimer 	1985–1993
- Ludwig Haas:	 	Dr. Ludwig Dressler 	1985–2019
- Hermes Hodolides:	 	Vasily Sarikakis 	1985–2020
- Sybille Waury:	 	Tanja Schildknecht 	1985–2020
- Amorn Surangkanjanajai:	 	Gung Pham Kien 	1985–2020
- Domna Adamopoulou:	 	Elena Sarikakis 	1985–2015
- Georg Uecker:	 	Dr. Carsten Flöter 	1986–2020
- Irene Fischer:	 	Anna Ziegler 	1987–2020
- Julia Stark:	 	Sarah Ziegler 	1987-2016
- Johannes Scheit:	 	Tom Ziegler 1989–2013, 2018
- Til Schweiger:	 	Josuha „Jo” Zenker 	1990–1992
- Jo Bolling:	 	Andreas „Andy” Zenker 	1990-2020
- Rebecca Siemoneit-Barum:	 	Iphigenie „Iffi” Zenker 1990–2020
- Knut Hinz:	 	Hans-Joachim „Hajo” Scholz 	1990–2016
- Anna Nowak:	  	Urszula Winicki 	1990–2009
- Sontje Peplow:	 	Lisa Dağdelen 	1991–2020
- Bill Mockridge:	 	Erich Schiller 1991–2015
- Willi Herren:	 	Oliver „Olli” Klatt 	1992–2007
- Moritz Zielke:	 	Moritz „Momo” Sperling 	1992–2017
- Harry Rowohlt:	 	Hartmut „Harry” Rennep 	1995–2013
- Claus Vinçon:	 	Georg „Käthe” Eschweiler 	1996–2016
- Sara Turchetto:	 	Marcella Varese 1997-2020
- Dominique Kusche:	 	Sophie Ziegler 	1998–2015
- Anna-Sophia Claus:	 	Lea Starck 2004–2020
- Erkan Gündüz:	 	Murat Dağdelen 	1999–2020
- Jan Grünig:	 	Martin „Mürfel” Ziegler 1999–2017
- Birgitta Weizenegger:	 	Ines Kling 	1999–2013
- Susanne Evers:	 	Suzanne „Sanne” Richter 	2000–2009
- Giselle Vesco:	 	Hildegard „Hilde” Scholz #2 	2000–2011
- Joris Gratwohl:	 	Alexander „Alex” Behrend 	2000–2020
- Ulrike C. Tscharre:   Marion Beimer #2    2001-2006
- Cosima Viola:	 	Jaqueline „Jack” Aichinger 	2001-2020
- Gunnar Solka:	 	Peter „Lotti” Lottmann 	2004–2020
- Urs Villiger:	 	Julian Hagen 	2005–2008
- Anja Antonowicz:	 	Nastya Pashenko 	2005-2011
- Susanna Capurso:	 	Sabrina Scholz 	2005–2012
- Toni Snétberger:	 	Vincenzo „Enzo” Buchstab 	2006–2016
- Daniela Bette:	 	Angelina Buchstab 	2007–2020
- Jeremy Mockridge:	 	Nicolai „Nico” Zenker #2 	2007–2010
- Jennifer Steffens:	 	Sandra Löhmer 	2008–2013
- Philipp Sonntag:	 	Adolf „Adi” Stadler 	2008–2017
- Katharina Witza:	 	Antonia „Toni” Zenker 	2008–2020
- Christian Rudolf:	 	Jimi Stadler 	2008–2011
- Tanja Frehse:	 	Maria Stadler 	2008–2012
- Clara Dolny:	 	Josefine „Josi” Stadler 	2008–2013
- Cynthia Cosima:	 	Caroline „Caro” Stadler 		2008–2012
- Michael Schmitter:	 	Dr. Ernesto Stadler 2009-2012
- Isabell Brenner:	 	Stefanie „Steffi” Kunz 	2009–2010
- Jordi Vidal:	 	Simon Schildknecht #2 	2012–2013
- Valentin Schreyer:	 	Ben Hofer 	2012–2014
- Sarah Masuch:	 	Dr. Iris Brooks 	2012–2020
- Greta Short:	 	Lara Brooks 	2012–2018
- Trixi Janson:	 	Mila Paschenko #2 	2013–2020
- Johan "Jojo" K.:	 	Simon Schildknecht #3 	2014–2020
- Jannik Scharmweber:	 	Nicolai „Nico” Zenker #3 2015–2020
- Martin Walde:	 	Marek „Sunny” Zölling 	2016–2020
- Mohammed Issa:	 	Jamal Bakkoush #1 	2016–2017
- Dunja Dogmani:	 	Neyla Bakkoush 	2017–2020
- Aaron Rufer:	 	Jamal Bakkoush #2 	2017–2020
- Axel Holst:	 	Roland Landmann 	2017–2020
- Arne Rudolf:	 	Konstantin Landmanm 	2017–2020
- Felix Maximilan:	 	Johannes Diestl 	2018–2020